# Две жизни (фильм, 1961)
«Две жизни» — советский фильм-драма 1961 года.

## Сюжет
Начало 1960-х годов. Во французский порт заходит советский круизный лайнер. Трое мужчин сходят на берег и заходят в небольшой ресторанчик. Один из них, Семён Востриков, пожилой уже человек, рассказывает своим молодым спутникам историю его участия в революционных событиях 1917 года.
В самом начале киноленты Семён Востриков участвует в событиях Февральской революции 1917 года в Петрограде. Он, отменный стрелок, убивает полковника, командира части, в которой он служит, когда тот отдаёт приказ открыть огонь по восставшим. В ходе тех же событий капитан Нащёкин ощущает всю глубину краха Российской империи, которой он служил, и всей своей жизни.
Период между двумя революциями для Вострикова неотрывно связан с его взаимоотношениями с семьёй князей Нащёкиных, в чей круг он, молодой тогда без роду без племени солдат, попал волей случая. Опрометчиво влюбившись в красивую, но бессердечно-холодную Ирину Нащёкину, он оказывается в центре небольшого заговора, организованного братом Ирины, высокомерным офицером Сергеем, с целью посмеяться над «санкюлотом», уверовавшим на волне изменений в стране в равенство.
Порождённый злым розыгрышем и насмешкой конфликт усугубился тем, что Нащёкин и Востриков оказались по разные стороны баррикад и в политическом противоборстве сторонников буржуазии, к которым примкнул Нащёкин, и борцов за дело рабочих и крестьян, большевиков, чьи идеалы разделяет Востриков.
Множество роковых случайностей, крупных и мелких событий приведут к развязке внутреннего противостояния Вострикова и Нащёкина, совпавшей с днём штурма Зимнего дворца в октябре 1917 года.
Рассказывая свою историю, постаревший Семён слишком погружён в воспоминания, чтобы понять, что  обслуживающий его столик пожилой официант — всё тот же Сергей Нащёкин. Когда-то высокомерный и богатый, оказавшись в эмиграции, напуганный неожиданной встречей, боящийся быть узнанным Нащёкин вынужден теперь прислуживать человеку, которого когда-то унизил, как когда-то он «прислуживал» ему в насмешку в 1917 году.  
В конце, при любопытном совпадении гудка парохода и завершения разговора, из за того, что, один из слушателей, интересуясь дальнейшей жизнью жены Нащёкина, бросившей его после восстания, по молчаливому взгляду Вострикова понявшего, что, оставшаяся на корабле болеющая пассажирка и есть она, потрясённый от услышанного, но и без того измученный их разговором, Нащёкин, поняв, к кому ушла его Нина, роняет переполненный поднос, где символично показана разбитая на две части тарелка.

## В ролях
- Николай Рыбников — Семён Востриков
- Вячеслав Тихонов — князь, офицер Сергей Александрович Нащёкин
- Елена Гоголева — княгиня Нащёкина
- Элла Нечаева — швея Нюша Никитина
- Маргарита Володина — графиня Ирина Александровна Оболенская (Нащёкина)
- Алла Ларионова — Нина Николаевна Бороздина
- Евгений Шутов — раненый солдат Иван Востриков, брат Семена
- Лев Поляков — большевик Николай Игнатьев
- Владимир Колчин — Николай II
- Алексей Савостьянов — Родзянко
- Станислав Чекан — комиссар Иван Петренко
- Владимир Дружников — социалист, поручик Кирилл Николаевич Бороздин, сын профессора
- Лев Свердлин — профессор Николай Бороздин, отец Кирилла и Нины
- Леонид Куравлёв — Митяй, соратник большевика Игнатьева
- Сергей Гурзо — Филька
- Василий Ливанов — собеседник
- Лев Круглый — собеседник-журналист
- Георгий Юматов — «Граф»
- Муза Крепкогорская — швея Фрося
- Евгений Моргунов — одноглазый Красавин
- Николай Хрящиков — полицмейстер (нет в титрах)
- Владимир Гусев — сапожник (нет в титрах)
- Галина Кравченко — Анна Вырубова (нет в титрах)
- Клавдия Козлёнкова — швея (нет в титрах)
- Лариса Архипова — швея (нет в титрах)
- Зинаида Сорочинская — швея[1]
- Тамара Яренко — медсестра[2]
- Роза Свердлова — горожанка[3]
- Людмила Семёнова — горожанка
- Михаил Васильев — солдат (нет в титрах)
- Константин Барташевич — Константин Михайлович, адъютант Половцева (нет в титрах)
- Геннадий Болотов — эпизод

## Съёмочная группа
- Автор сценария: Алексей Каплер
- Режиссёр: Луков, Леонид Давидович
- Оператор: Михаил Кириллов
- Художник: Пётр Пашкевич